# پادگان شهید رجایی
پادگان شهید رجایی نام روستایی در دهستان بالادربند بخش مرکزی شهرستان کرمانشاه در استان کرمانشاه است. طبق سرشماری سال ۱۳۸۵ جمعیت این روستا ۳۵۹ نفر در ۹۷ خانوار است.